# Chalet Reynard
Chalet Reynard is een skistation gelegen tussen enerzijds Bédoin en de Mont Ventoux en anderzijds Sault en de Mont Ventoux.
Chalet Reynard ligt op het kruispunt van twee departementale wegen, de RD 974 vanuit Bédoin en de RD 164 vanuit Sault. Van hieruit is er één weg die zes kilometer verder leidt tot de top van de Mont Ventoux. In het skioord liggen zes pistes met een totale lengte van zeven kilometer. Chalet Reynard bestaat sinds 1927. Sinds 1951 wordt in de Ronde van Frankrijk de Mont Ventoux vaak beklommen, waarbij Chalet Reynard steeds gepasseerd wordt. 

## Wielrennen

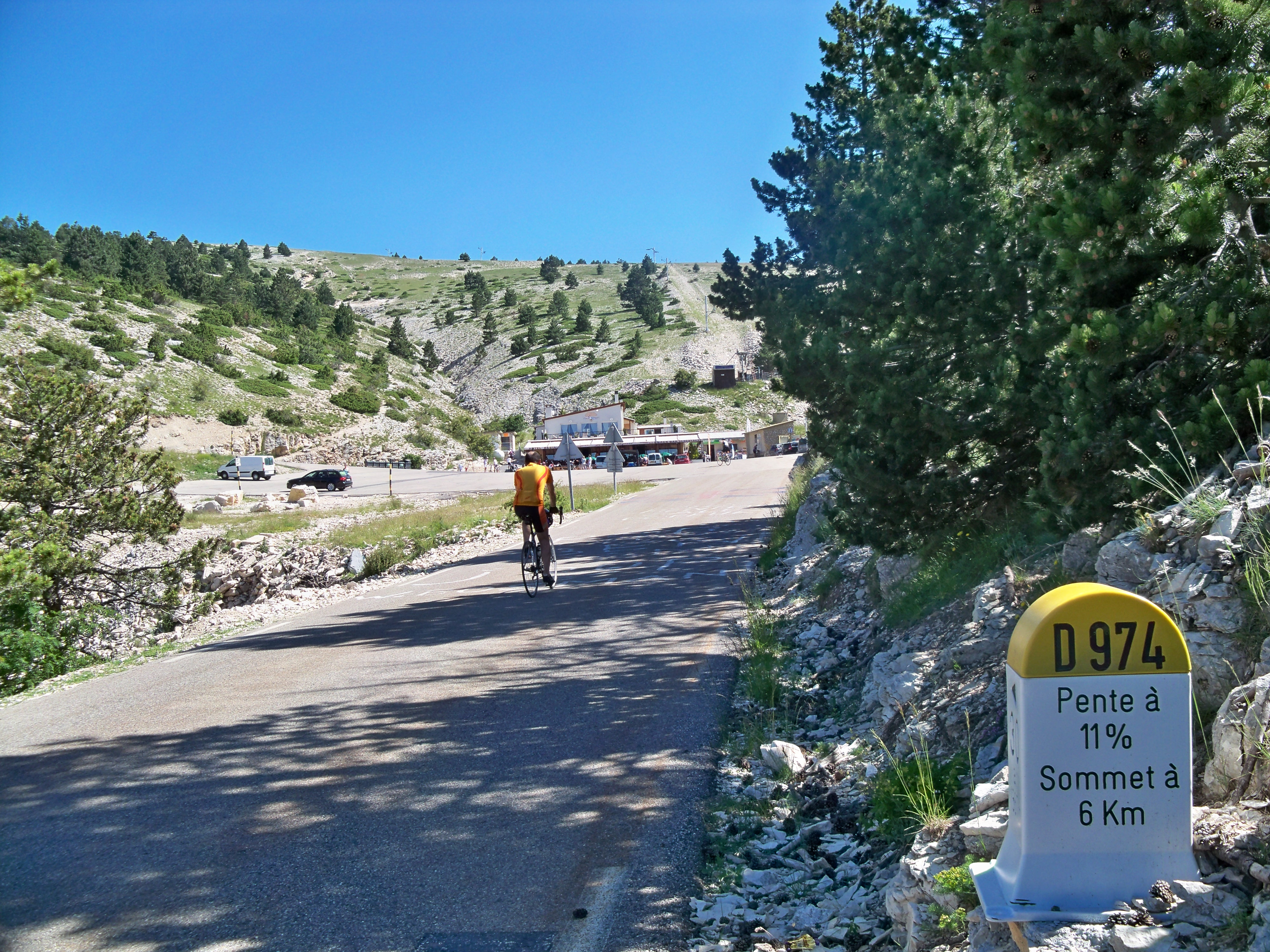
Wielrenners bij Chalet Reynard

In de Ronde van Frankrijk 2016 werd in de twaalfde etappe beslist om de aankomst te leggen bij Chalet Reynard in plaats van op de top van de Mont Ventoux, omdat er tussen Chalet Reynard en de top te veel wind stond. 
Als eerste boven op Chalet Reynard in de Ronde van Frankrijk:
- 2016:  Thomas De Gendt